# زانغ-فو
أعضاء زانغ-فو (بالصينية: 脏腑) هي كياناتٌ وظيفية منصوصٌ عليها في الطب الصيني التقليدي، وهي تُشكل الجزء المركزي من المفهوم العام لكيفية عمل جسم الإنسان. يُشير مصطلح زانغ (脏) إلى الأعضاء التي تعتبر اليين في الطبيعية وهي القلب، الكبد، الطحال، الرئة، الكلية، أما فو (腑) فتُشير إلى أعضاء اليانغ وهي الأمعاء الدقيقة، الأمعاء الغليظة، المرارة، المثانة، المعدة وسان يو.